# Караулов, Иван Вячеславович
Иван Вячеславович Караулов (р. 23 июня 1980) — казахстанский горнолыжник (прыжки на лыжах с трамплина), участник зимней олимпиады 2006 года в Турине. Мастер спорта Республики Казахстан международного класса

## Биография
Занимается прыжками с трамплина с 2002 года. Дебютировал на международных соревнованиях в Оберсдорфе в феврале 2004 года, где из-за падения занял предпоследнее (31-е) место.
Участвовал в зимней олимпиаде 2006 года в Турине, где оказался 46-м как на длинном, так и на коротком трамплинах.